# Дом Хивела
Дом Хивела (валл. Tŷ Hywel) — здание, названное в честь уэльского правителя Хивела II Доброго и используемое для заседаний Национальной Ассамблеи Уэльса в Кардиффе. Ранее дом Хивела носил название дом Крихауэла (валл. Tŷ Crughywel), по имени лорда Крикхауэла; помимо этого также известен как Бюро Ассамблеи, так как с 1998 года его арендует Национальная Ассамблея Уэльса и комиссия Ассамблеи. Один этад занимает правительство Уэльса.
Открытие дома состоялось в 1993 году; он представляет собой строение из красного кирпича, площадью 11583 м² и соединён наземной лестницей с дискуссионной комнатой Сенеда, здания Ассамблеи. С 1999 года и до открытия Сенеда в 2006 году здание использовалось в качестве временного помещения для переговоров членов Ассамблеи.
25 июня 2008 года принц Уэльский присутствовал на официальном открытии палаты Хивела, где расположен образовательный центр и проходят заседания Национальной молодёжной ассамблеи Уэльса. Палата расположилась в бывшей переговорной комнате дома Хивела, которая использовалась до постройки Сенеда.